# Casearia fasciculata
Casearia fasciculata là một loài thực vật có hoa trong họ Liễu. Loài này được (Ruiz & Pav.) Sleumer mô tả khoa học đầu tiên năm 1934.